# Francisco Paupério
Francisco Ferreira da Silva Paupério (Leça da Palmeira, 24 de abril de 1995) é um investigador e político português.
É licenciado em Biologia pela Faculdade de Ciências da Universidade do Porto e mestre em Bioinformática na Faculdade de Ciências da Universidade de Lisboa, e em 2024, estava a frequentar o doutoramento em Biologia Integrativa e Biomedicina no Instituto Gulbenkian de Ciência.
Pertence ao partido LIVRE, sendo membro da Assembleia do LIVRE desde 2022. Foi o número três pelo partido no círculo do Porto nas eleições legislativas portuguesas de 2024, e foi o cabeça-de-lista do partido nas eleições europeias de 2024, não tendo conseguido atingir a eleição nestes dois atos.

## Biografia
Francisco Paupério licenciou-se em Biologia pela Faculdade de Ciências da Universidade do Porto, obteve um mestrado em Bioinformática e Biologia Computacional pela Faculdade de Ciências da Universidade de Lisboa em 2019, e em 2024 estava a realizar o doutoramento em Biologia Integrativa e Biomedicina no Instituto Gulbenkian de Ciência.
Participou em reuniões da Juventude Socialista, o seu nome constou na lista de membros fundadores do Instituto +Liberdade, e em 2021 juntou-se ao partido LIVRE e candidatou-se as primárias abertas do partido para as eleições legislativas portuguesas de 2022.
Em 2023, Francisco Paupério foi nomeado como embaixador em Portugal do Pacto Europeu para o Clima, uma iniciativa da Comissão Europeia que faz parte do Pacto Ecológico Europeu.
Francisco Paupério participou novamente nas primárias do partido LIVRE para as eleições legislativas portuguesas de 2024, ficando em terceiro lugar na lista do partido para o círculo do Porto nas eleições legislativas.
Nos meses que antecederam as primárias abertas do partido LIVRE para as eleições europeias de 2024, Francisco Paupério iniciou uma campanha para ser o cabeça-de-lista do partido naquelas eleições. Em abril de 2024, Paupério venceu a primeira volta das primárias do LIVRE para as eleições europeias. A Comissão Eleitoral do LIVRE afirmou que haveriam indícios de manipulação eleitoral na primeira volta porque Paupério tinha recebido um número significativo de votos por parte de eleitores que não eram membros e apoiantes do LIVRE, e, por isso, decidiu adiar a segunda volta das primárias por 24 horas e restringir a participação a membros e apoiantes do LIVRE. Esta restrição durante o ato eleitoral foi contestada por Francisco Paupério e por mais de 100 membros e apoiantes do LIVRE, tendo Paupério ainda apresentado uma queixa ao Conselho Judicial do LIVRE. A Comissão de Ética e Arbitragem do partido decidiu que não houve manipulação do processo eleitoral e que a segunda volta seria realizada, à semelhança da primeira volta, aberta a votantes sem afiliação ao LIVRE. Francisco Paupério viria a vencer a segunda volta das primárias, tendo sido aprovado pelo partido como o cabeça-de-lista do LIVRE às eleições europeias de 2024. Não logrou ser eleito eurodeputado, tendo sido o partido mais votado dentre os que não elegeram.
Nas eleições legislativas portuguesas de 2025, o Francisco Paupério participou nas primárias do partido LIVRE no círculo eleitoral de Lisboa. Ficou em quarto lugar na primeira volta e em sexto na segunda, tornando-se assim o sexto candidato do LIVRE na lista pelo círculo eleitoral de Lisboa. Estas primárias foram realizadas de acordo com o regulamento aprovado em janeiro de 2025, que restringiu a votação na segunda volta apenas aos membros e apoiantes do LIVRE.

## Resultados eleitorais

### Eleições legislativas
| Data | Partido     | Partido | Circulo eleitoral | Posição     | Cl.    | Votos         | %             | +/-        | Status     | Notas  | Ref    |
| ---- | ----------- | ------- | ----------------- | ----------- | ------ | ------------- | ------------- | ---------- | ---------- | ------ | ------ |
| 2022 |             | L       | Porto             | 5.º (em 40) | 9.º    | 11 433        | 1,16 / 100,00 |            | Não eleito |        | [ 27 ] |
| 2024 | 3.º (em 40) | L       | Porto             | 6.º         | 37 319 | 3,35 / 100,00 | 2,19          | Não eleito |            | [ 28 ] |        |
| 2025 | Lisboa      | L       | 6.º (em 48)       | 5.º         | 87 530 | 6,87 / 100,00 |               | Não eleito |            | [ 29 ] |        |

### Eleições Europeias
| Data | Partido | Partido | Posição     | Cl. | Votos   | %             | +/- | Status     | Notas | Ref    |
| ---- | ------- | ------- | ----------- | --- | ------- | ------------- | --- | ---------- | ----- | ------ |
| 2024 |         | L       | 1.º (em 21) | 7.º | 148 492 | 3,76 / 100,00 |     | Não eleito |       | [ 30 ] |